# Aunty and the Girls
Aunty and the Girls è un cortometraggio muto del 1913 diretto da C. Jay Williams.

## Trama
Le nipoti decidono di travestirsi con abiti maschili e di rapire la zia Elsa. Bobby, il nipote maschio, rivela lo scherzo alla zia: le ragazze vengono sorprese da due tipacci che le sequestrano. Scopriranno alla fine che i due non sono altro che la zia e Bobby travestiti.

## Produzione
Il film fu prodotto dalla Edison Company.

## Distribuzione
Distribuito dalla General Film Company, il film - un cortometraggio di 120 metri - uscì nelle sale cinematografiche statunitensi il 7 maggio 1913. Nelle proiezioni, veniva programmato con il sistema dello split reel, accorpato in un'unica bobina con un altro cortometraggio prodotto dalla Edison, la commedia With the Assistance of 'Shep' .